# Leandra itatiaiae
Leandra itatiaiae är en tvåhjärtbladig växtart som först beskrevs av Heinrich Wawra, och fick sitt nu gällande namn av Célestin Alfred Cogniaux. Leandra itatiaiae ingår i släktet Leandra och familjen Melastomataceae. Inga underarter finns listade i Catalogue of Life.